# 孙炎彪
孙炎彪（1949年1月—），男，浙江宁波人，中华人民共和国政治人物。

## 生平
1976年，孙炎彪毕业于浙江大学电机系。1984年，担任宁波市江北区区长。1988年1月至1990年3月，孙炎彪担任中共宁波市江北区副书记。1990年3月至1991年4月，连任第三届中共宁波市江北区区委副书记。1991年9月，担任中共宁波市委经济技术开发区工委书记。之后担任宁波市经济技术开发区管委会副主任、主任。1995年8月16日至1996年5月25日，担任宁波市市长助理。1996年5月25日至1997年5月29日，担任宁波市副市长。后出任中共台州市委副书记。1998年4月至8月，担任台州市人民政府市长。1998年9月16日，被逮捕。1999年11月5日，浙江省嘉兴市中级人民法院对孙炎彪、其妻凌亚娣受贿案作出一审判决，以受贿罪判处孙炎彪死刑，缓期两年执行，剥夺政治权利终身，并处没收财产十五万元；以受贿罪判处凌亚娣有期徒刑十二年。